# Jaskinia w Dziurawej Skale
Jaskinia w Dziurawej Skale (Dziura w Dursztynie, Jaskinia za Piekiełkiem) – jaskinia w polskich Pieninach. Wejście do niej znajduje się w Pieninach Spiskich, poniżej zachodniego wierzchołka Dziurawej Skały, na wysokości 735 m n.p.m.n. Długość jaskini wynosi 70 metrów, a jej deniwelacja 17,5 metrów.

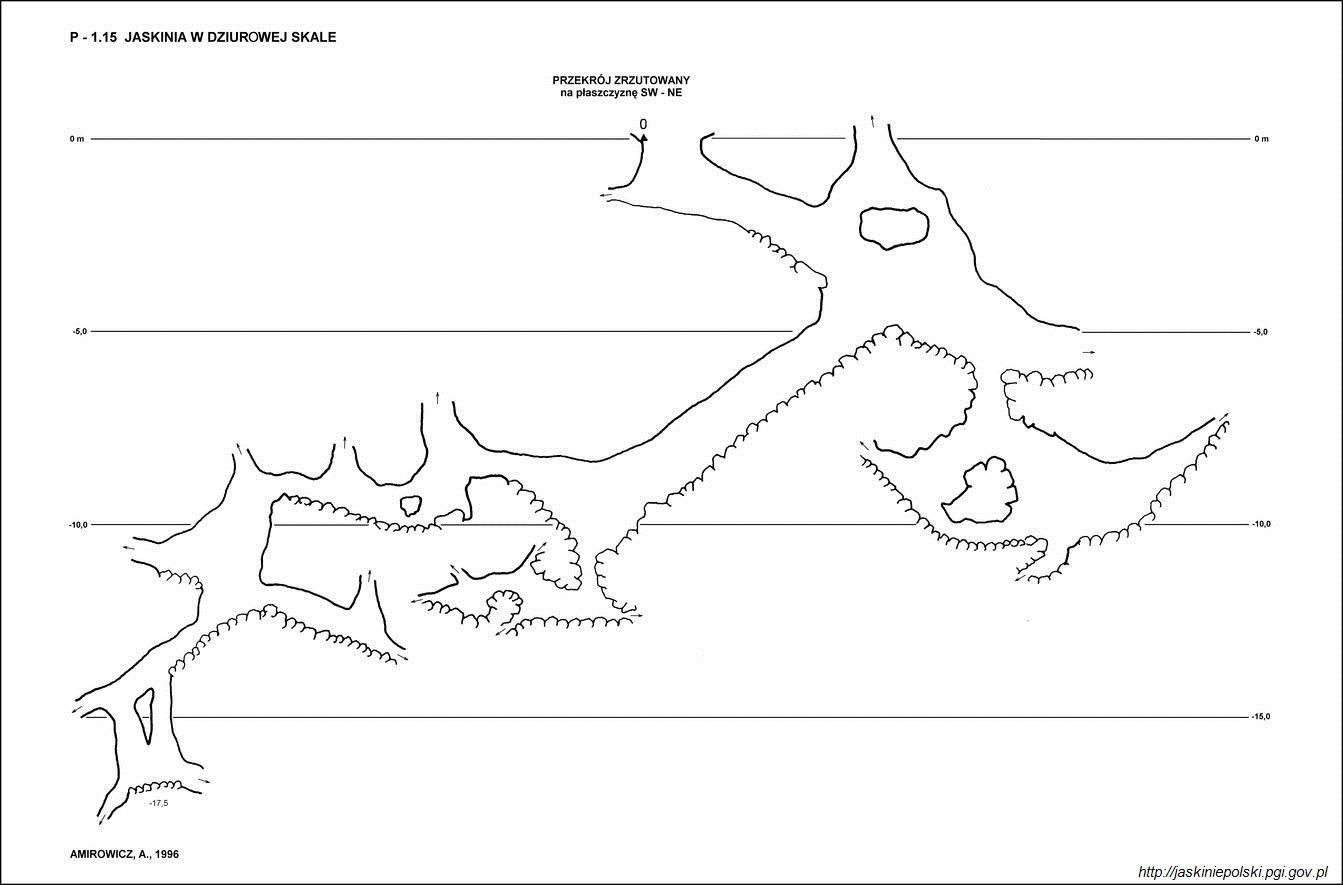
Przekrój jaskini

## Opis jaskini
Jaskinia zaczyna się kilkumetrową studzienką. Z jej dna prowadzi idący stromo w dół, wąski korytarz doprowadzający do zacisku, za którym znajduje się 2,5-metrowy próg i rozchodzące się wąskie korytarzyki.

## Przyroda
W jaskini można spotkać mleko wapienne i polewy naciekowe. Zamieszkują ją nietoperze. Ściany są wilgotne, brak jest na nich roślinności. 

## Historia odkryć
Jaskinia znana była od dawna miejscowym góralom, głębsze jej partie spenetrował w 1954 Krzysztof Birkenmajer.